# Championnat du monde de beach soccer 1997
Navigation
1996 1998
L'édition 1997 de la coupe du monde de beach soccer est la 3e édition de la compétition qui se déroule sur la plage de Copacabana à Rio de Janeiro. Le Brésil remporte son troisième titre.

## Équipes participantes
- Argentine

- Brésil

- États-Unis

- France

- Italie

- Japon

- Portugal

- Uruguay

## Déroulement
Les équipes sont divisées en deux groupes de 4 équipes. Les deux premiers de chacun d'entre eux sont qualifiés pour les demi-finales, le premier affrontant le second de l'autre poule.

## Phase de groupe

### Groupe A
| Équipe    | Pts | J | V | N | D | Bp | Bc | Diff |
| --------- | --- | - | - | - | - | -- | -- | ---- |
| Uruguay   | 6   | 3 | 2 | 0 | 1 | 12 | 10 | 2    |
| Argentine | 6   | 3 | 2 | 0 | 1 | 10 | 8  | 2    |
| Italie    | 3   | 3 | 1 | 0 | 2 | 8  | 8  | 0    |
| France    | 3   | 3 | 1 | 0 | 2 | 7  | 10 | -3   |

| 14 janvier 1997 | Uruguay | 5–4 | Argentine |  |  |
|                 |         |     |           |  |  |

| 14 janvier 1997 | Italie | 4–1 | France |  |  |
|                 |        |     |        |  |  |

| 15 janvier 1997 | France | 5–3 | Uruguay |  |  |
|                 |        |     |         |  |  |

| 15 janvier 1997 | Argentine | 3–2 | Italie |  |  |
|                 |           |     |        |  |  |

| 16 janvier 1997 | Argentine | 3–1 | France |  |  |
|                 |           |     |        |  |  |

| 16 janvier 1997 | Uruguay | 4–2 | Italie |  |  |
|                 |         |     |        |  |  |

### Groupe B
| Équipe     | Pts | J | V | N | D | Bp | Bc | Diff |
| ---------- | --- | - | - | - | - | -- | -- | ---- |
| Brésil     | 9   | 3 | 3 | 0 | 0 | 27 | 8  | 19   |
| États-Unis | 6   | 3 | 2 | 0 | 1 | 12 | 11 | 1    |
| Portugal   | 3   | 3 | 1 | 0 | 2 | 14 | 18 | -4   |
| Japon      | 0   | 3 | 1 | 0 | 2 | 5  | 21 | -16  |

| 14 janvier 1997 | Brésil | 12–3 | Japon |  |  |
|                 |        |      |       |  |  |

| 14 janvier 1997 | États-Unis | 7–5 | Portugal |  |  |
|                 |            |     |          |  |  |

| 15 janvier 1997 | Brésil | 10–2 | Portugal |  |  |
|                 |        |      |          |  |  |

| 15 janvier 1997 | États-Unis | 2–1 | Japon |  |  |
|                 |            |     |       |  |  |

| 16 janvier 1997 | Brésil | 5–3 | États-Unis |  |  |
|                 |        |     |            |  |  |

| 16 janvier 1997 | Portugal | 7–1 | Japon |  |  |
|                 |          |     |       |  |  |

## Phase finale

### Demi-finales
| 18 janvier 1997 | Uruguay | 6–5 (tab) | États-Unis |  |  |
|                 |         |           |            |  |  |

| 18 janvier 1997 | Brésil | 14–3 | Argentine |  |  |
|                 |        |      |           |  |  |

### Match pour la3eplace
| 19 janvier 1997 | États-Unis | 5–1 | Argentine |  |  |
|                 |            |     |           |  |  |

### Finale
| 19 janvier 1997 | Brésil | 5–2 | Uruguay |  |  |
|                 |        |     |         |  |  |

## Statistiques

### Classement
| Place              | Équipe     |
| ------------------ | ---------- |
| Médaille d'or      | Brésil     |
| Médaille d'argent  | Uruguay    |
| Médaille de bronze | États-Unis |
| 4                  | Argentine  |
| 5                  | Italie     |
| 6                  | Portugal   |
| 7                  | France     |
| 8                  | Japon      |

### Trophées individuels
- Meilleur joueur :  Júnior
- Meilleurs buteurs :  Júnior et  Venancio Ramos (11 buts)
- Meilleur gardien :  Paulo Sérgio

## Source
- (en) Beach Soccer World Cup 1997 sur rsssf.com